# Alvin and the Chipmunks: The Squeakquel: Original Motion Picture Soundtrack
Alvin and the Chipmunks: The Squeakquel: Original Motion Picture Soundtrack è la colonna sonora del film Alvin Superstar 2 ed è stata pubblicata il 1º dicembre 2009, tre settimane prima che il film debuttasse nelle sale.

## Il disco
Questo CD si può considerare il terzo album dei Alvin and the Chipmunks, e della loro casa di produzione, la Bagdasarian Productions dopo anni di silenzio. Inoltre si tratta dei 46º album del gruppo. Questo Cd non contiene canzoni classiche del gruppo, ma cover di diversi artisti come Katy Perry (Hot N Cold), Sister Sledge (We Are Family) o Beyoncé Knowles (la celeberrima Single Ladies (Put a Ring on It)).

## Tracce
1. You Really Got Me (feat. Honor Society)
2. Hot N Cold
3. So What
4. You Spin Me Round (like a Record)
5. Single Ladies (Put a Ring on It)
6. Bring It On
7. Stayin' Alive
8. The Song (feat. Queensberry)
9. It's Okay
10. Shake Your Groove Thing
11. Put Your Records On
12. I Want to Know What Love Is
13. We Are Family
14. No One (feat. Charice)

## Tracce bonus
1. I Gotta Feeling